# Araneus colubrinus
Araneus colubrinus är en spindelart som beskrevs av Song och Zhu 1992. Araneus colubrinus ingår i släktet Araneus och familjen hjulspindlar. Inga underarter finns listade i Catalogue of Life.